# Томас, Шавар
Шавар Томас (англ. Shavar Thomas; род. 29 января 1981, Ханна-Таун, Ямайка) — ямайский футболист, защитник, тренер. Известен по выступлениям за футбольные клубы США и сборную Ямайки. В качестве тренера — двукратный чемпион Ямайки.

## Клубная карьера

### Любительский уровень
Томас играл в юности за ямайский «Портмор Юнайтед» и школу Хотчкис в Лейквилле, Коннектикут, а затем — за команду Коннектикутского университета.

### Профессиональный уровень
На Супердрафте MLS 2003 года Томас был выбран в первом раунде под общим 10-м номером клубом «Даллас Бёрн». Томас изо всех сил старался проявить себя на профессиональном уровне, но сыграл всего 15 матчей и пробыл на поле 1252 минут.
16 января 2004 года, в день Супердрафта, Томас с двумя драфт-пиками был обменян в «Канзас-Сити Уизардс» на Эрика Куилла и Кэри Талли с драфт-пиком. В новом клубе он зарекомендовал себя как твёрдого игрока основы, играя центрального защитника в одной из лучших оборонительных команд лиги. Всего в том сезоне он отыграл 1880 минут в 22 матчах. Томас уверенно играл в основе «Уизардс» ещё два сезона.
23 марта 2007 года Томас был обменян в «Лос-Анджелес Гэлакси» на условный пик второго раунда Супердрафта MLS 2008. Свой единственный матч за «Гэлакси» сыграл в рамках Открытого кубка США против «Коламбус Крю» 24 апреля 2007 года.
3 мая 2007 года Томас был обменян в «Чивас США» на пик второго раунда Супердрафта MLS 2009.
Клуб «Филадельфия Юнион» выбрал Томаса и ещё 9 игроков (Харви, Джейкобсон, Найтон, Ле Ту, Мильоранци, Морено, Майри, Салинас, Циммерман) на Драфте расширения MLS, прошедшем 25 ноября 2009 года. В «Юнион» он не закрепился.
30 июня 2010 года Томас вернулся в «Канзас-Сити Уизардс» в обмен на два драфт-пика и распределительные средства. Томас остался с «Канзас-Сити» и на сезон 2011 года. В конце сезона клуб отказался продлить его контракт, и Томас был выставлен на драфт возвращений. На драфте он не был выбран и стал свободным агентом.
20 января 2012 года Томас подписал контракт с новичком MLS «Монреаль Импакт». 2 ноября 2012 года Монреаль объявил, что Томаса не будет в клубе в 2013 году, и защитник вновь стал свободным агентом, после того как остался не выбранным в обоих раундах драфта возвращений.
В 2013 году Томас был приглашён в тренировочный лагерь «Ди Си Юнайтед», но не впечатлил своей игрой. 11 марта 2013 года Томас подписал контракт с «Форт-Лодердейл Страйкерс», командой Североамериканской футбольной лиги.
После ухода из «Страйкерс» Томас ездил на просмотр в клубы Брунея и Сингапура, но не подошёл им.

## Международный уровень
Томас играл в основе молодёжной сборной Ямайки на молодёжном чемпионате в Аргентине мира 2001 года и вскоре дебютировал за основную команду. Он имеет 52 матча за сборную Ямайки.
Томас был капитаном сборной Ямайки на победном для неё Карибском кубке 2010.

## Тренерская карьера
В августе 2017 года Шавар Томас сменил Линвала Диксона на посту главного тренера «Портмор Юнайтед».
В 2019 году вошёл в тренерский штаб сборной Теркса и Кайкоса в качестве ассистента главного тренера.
9 марта 2022 года вошёл в тренерский штаб клуба «Цинциннати 2» в качестве ассистента главного тренера Тайрона Маршалла.

## Игровые достижения
- с «Канзас-Сити Уизардс»:

Открытый кубок США: 2004
- со сборной Ямайки:

Карибский кубок: 2008, 2010

## Тренерские достижения
- с «Портмор Юнайтед»:

чемпион Ямайки: 2018, 2019